# Прорив радянськими військами німецької лінії оборони «Вотан» та визволення Мелітополя (монета)
«Прори́в радя́нськими війська́ми німе́цької лі́нії оборо́ни „Вота́н“ та ви́зволення Меліто́поля» — ювілейна монета номіналом 5 гривень, випущена Національним банком України. Присвячена 70-річчю Мелітопольської наступальної операції з проривом радянськими військами німецької лінії оборони «Вотан» — події, що стала початком розгрому ворога та визволення південно-східної частини України й Криму від нацистських окупантів.
Монету введено в обіг 16 жовтня 2013 року. Вона належить до серії «Друга світова війна».

## Опис монети та характеристики
| Номінал грн. | Метал      | Маса, грам | Діаметр, мм. | Якість виготовлення       | Гурт     | Тираж, штук |
| ------------ | ---------- | ---------- | ------------ | ------------------------- | -------- | ----------- |
| 5            | нейзильбер | 16,54      | 35,0         | спеціальний анциркулейтед | рифлений | 30 000      |

### Аверс
На аверсі монети угорі розміщено малий Державний Герб України, під яким написи: ліворуч — «НАЦІОНАЛЬНИЙ/БАНК/УКРАЇНИ», праворуч — «5/ГРИВЕНЬ/2013». У центрі зображено групу солдат під час атаки, праворуч логотип Монетного двору Національного банку України, унизу напис «ПРОРИВ РАДЯНСЬКИМИ ВІЙСЬКАМИ/НІМЕЦЬКОЇ ЛІНІЇ ОБОРОНИ/ „ВОТАН“».

### Реверс
На реверсі монети на дзеркальному тлі зображено композицію: зірка зі стрічки ордена Слави, у центрі якої напис 70/років, лаврова гілка, а також розміщено написи: «ВИЗВОЛЕННЯ МЕЛІТОПОЛЯ ВІД ФАШИСТСЬКИХ ЗАГАРБНИКІВ» (по колу) та «1943» (унизу).

## Автори

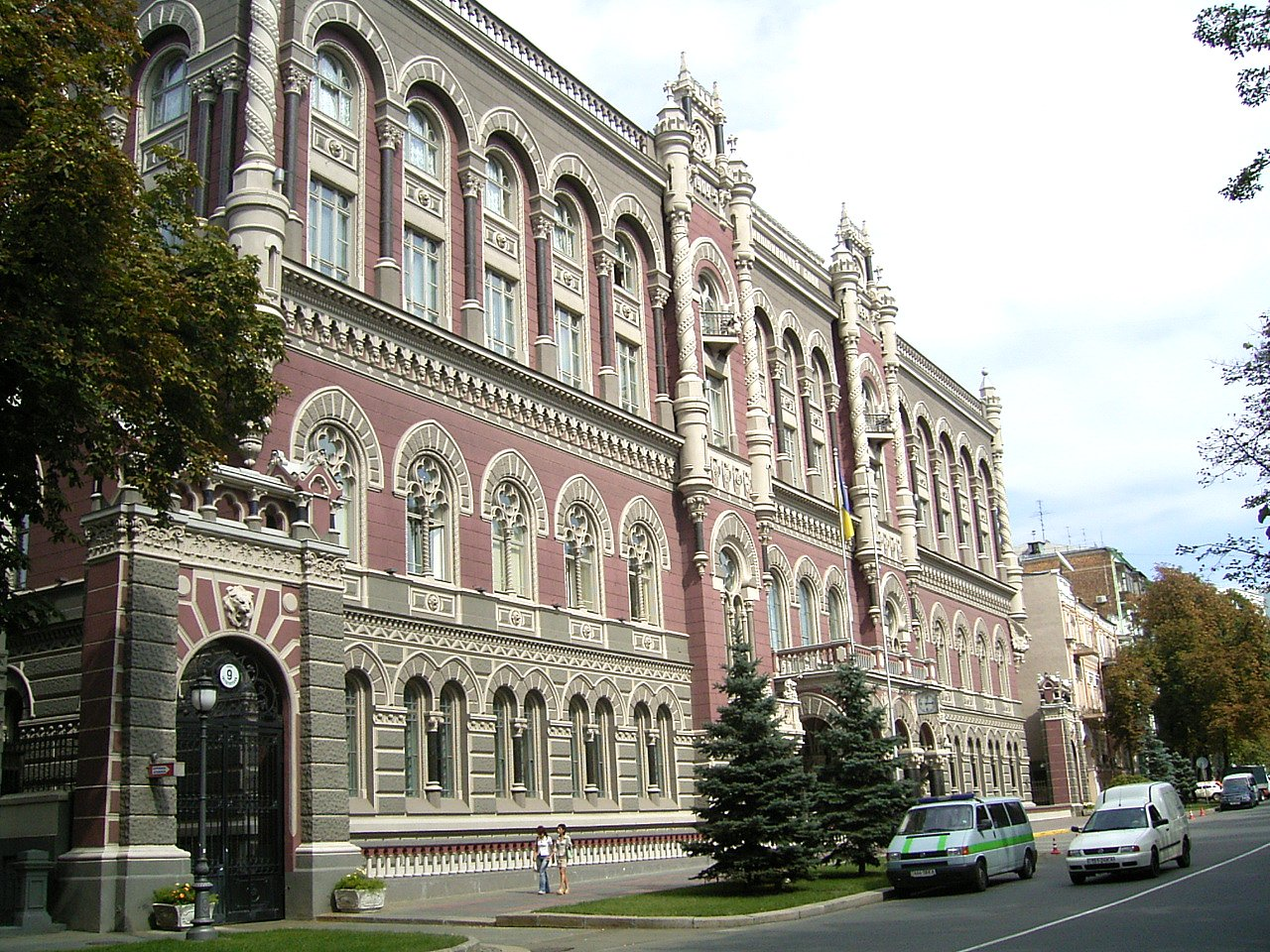
Будівля Національного банку України

- Художники: Дем'яненко Анатолій, Дуденко Світлана, Іваненко Святослав.
- Скульптори: Дем'яненко Анатолій, Іваненко Святослав.

## Вартість монети
Під час введення монети в обіг у 2013 році, Національний банк України реалізовував монету через свої філії за ціною 25 гривень.
Фактична приблизна вартість монети, з роками змінювалася так:
| Рік        | 2014 | 2015 | 2016 | 2017 | 2018 | 2019 | 2020 | 2021 | 2022 | 2023 | 2024 | 2025 |
| ---------- | ---- | ---- | ---- | ---- | ---- | ---- | ---- | ---- | ---- | ---- | ---- | ---- |
| Ціна, грн. | 28   | 45   | 60   | 80   | 90   | 90   | 95   | 140  | 210  | 360  | 440  | 420  |